# Erard al II-lea de Brienne
Érard al II-lea (d. 8 februarie 1191) a fost conte de Brienne de la 1161 până la moarte.
Erard a fost fiul contelui Valter al II-lea de Brienne, cu Adela de Soissons, fiind succesorul tatălui său în Comitatul de Brienne. 
El a participat la Cruciada a treia, remarcându-se la asediul Acrei. În timpul acestei acțiuni, el l-a văzut pe fratele său Andrei de Brienne murind în 4 octombrie 1189, înainte ca el însuși să fie ucis la 8 februarie 1191.
Înainte de 1166, Erard s-a căsătorit cu Agnes de Montfaucon (d. după 1186), fiică a lui Amadeus al II-lea de Montfaucon, conte de Montbéliard, cu Beatrice de Grandson-Joinville. Copiii lor au fost:
- Valter al III-lea de Brienne (d. 1205), succesor în Comitatul de Brienne și pretendent la tronul Siciliei.
- Guillaume (d. 1199), senior de Pacy-sur-Armançon, căsătorit cu Eustachia de Courtenay, fiica lui Petru I de Courtenay cu Elisabeta de Courtenay.
- Andrei (d. înainte de 1181)
- Ioan de Brienne (n. 1170–d. 1237), rege al Ierusalimului (1210–1225), apoi împărat latin de Constantinopol (1231–1237).
- Ida, căsătorită cu Arnoul de Reynel, senior de Pierrefitte.